# Laveur de vitres
Un laveur de vitres, ou laveur de carreaux, est une personne dont le métier consiste à nettoyer et à entretenir les vitres d'un bâtiment que ce soit pour des gratte-ciel et des immeubles comme les vitrines des magasins ou les fenêtres des particuliers.
Pour les vitrages en hauteur, il utilise généralement une petite plate-forme métallique pouvant se déplacer le long des façades à laver mais dans certains cas il est possible d'utiliser des cordes d'escalade. On appelle ces personnes des cordistes.

## Histoire

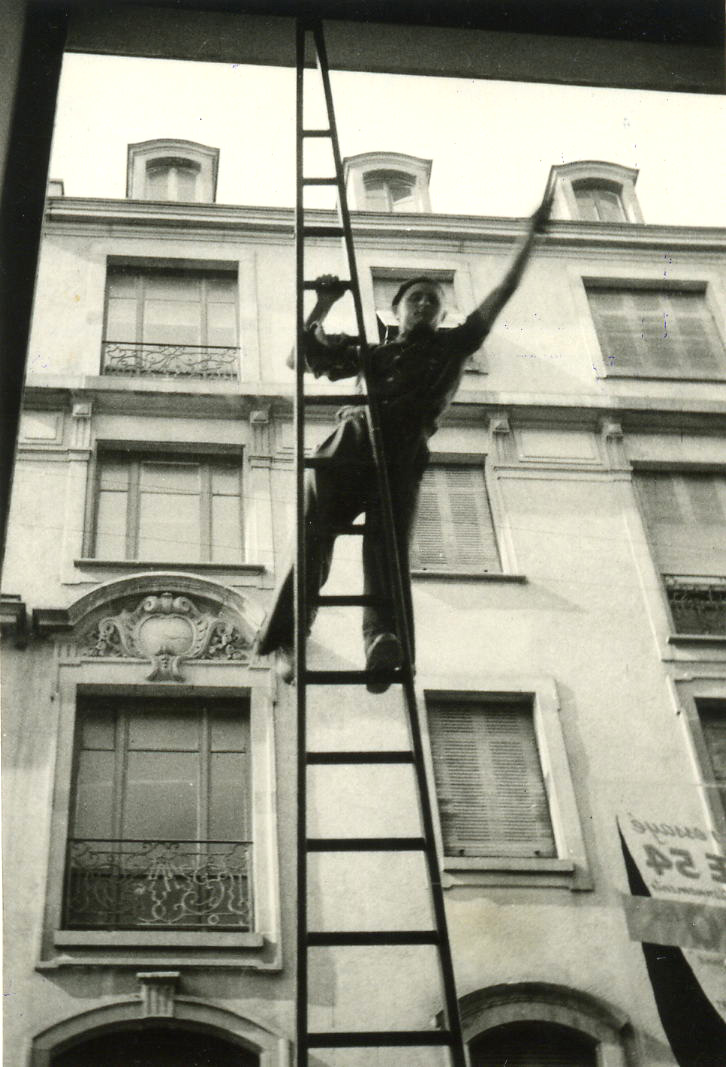
Laveur de vitres à Strasbourg (1954)

Ce métier existe depuis le XIXe siècle[réf. nécessaire].

## Risques du métier
Les risques du métier sont multiples. Ils incluent la possibilité de glisser sur de l'eau ou du savon, et les chutes de hauteur.

## Qualifications
En France, comme dans de nombreux pays du monde, ce métier ne nécessite aucune qualification[réf. nécessaire].

## Galerie de photos

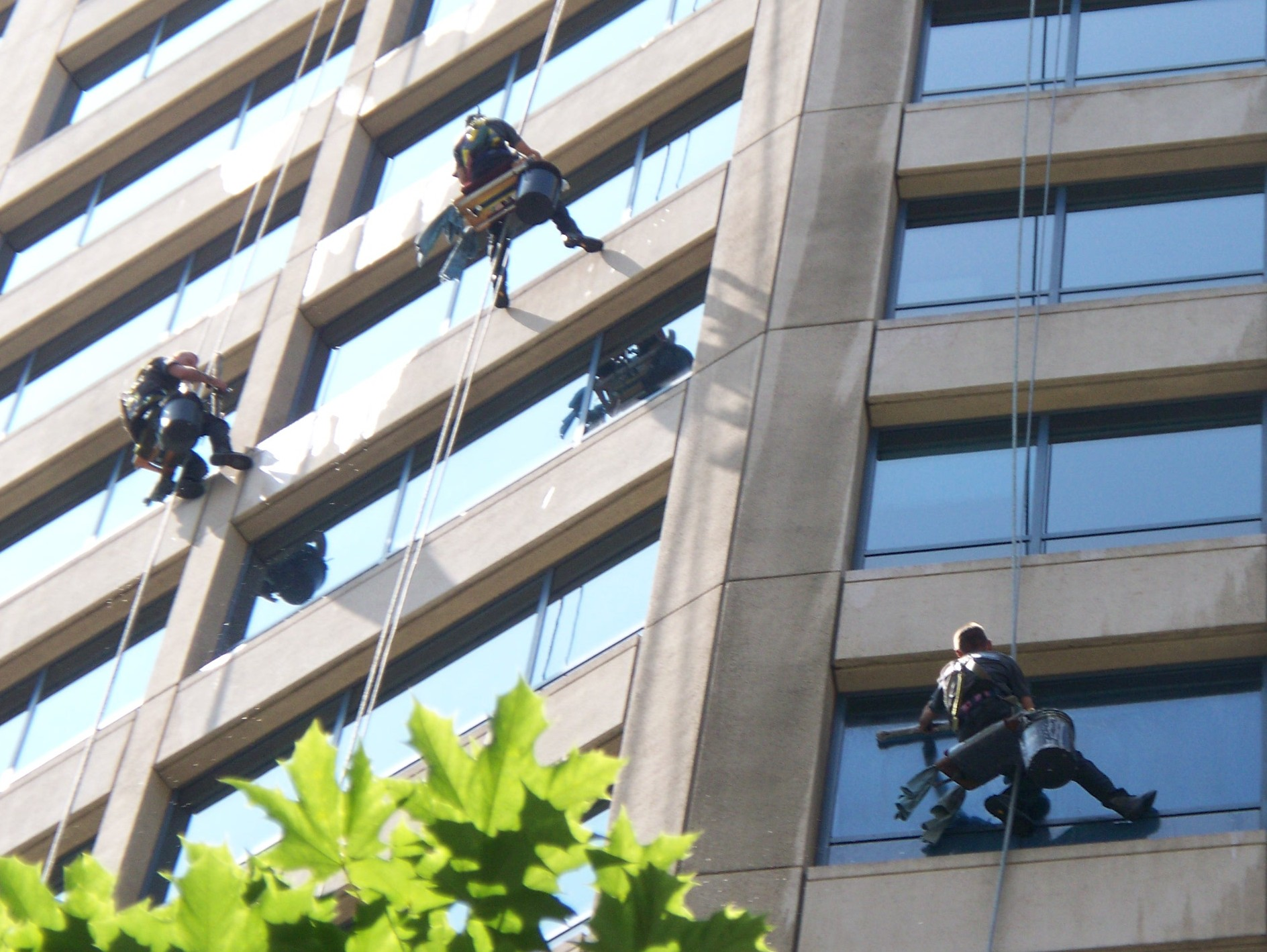
Des laveurs de carreaux en plein travail
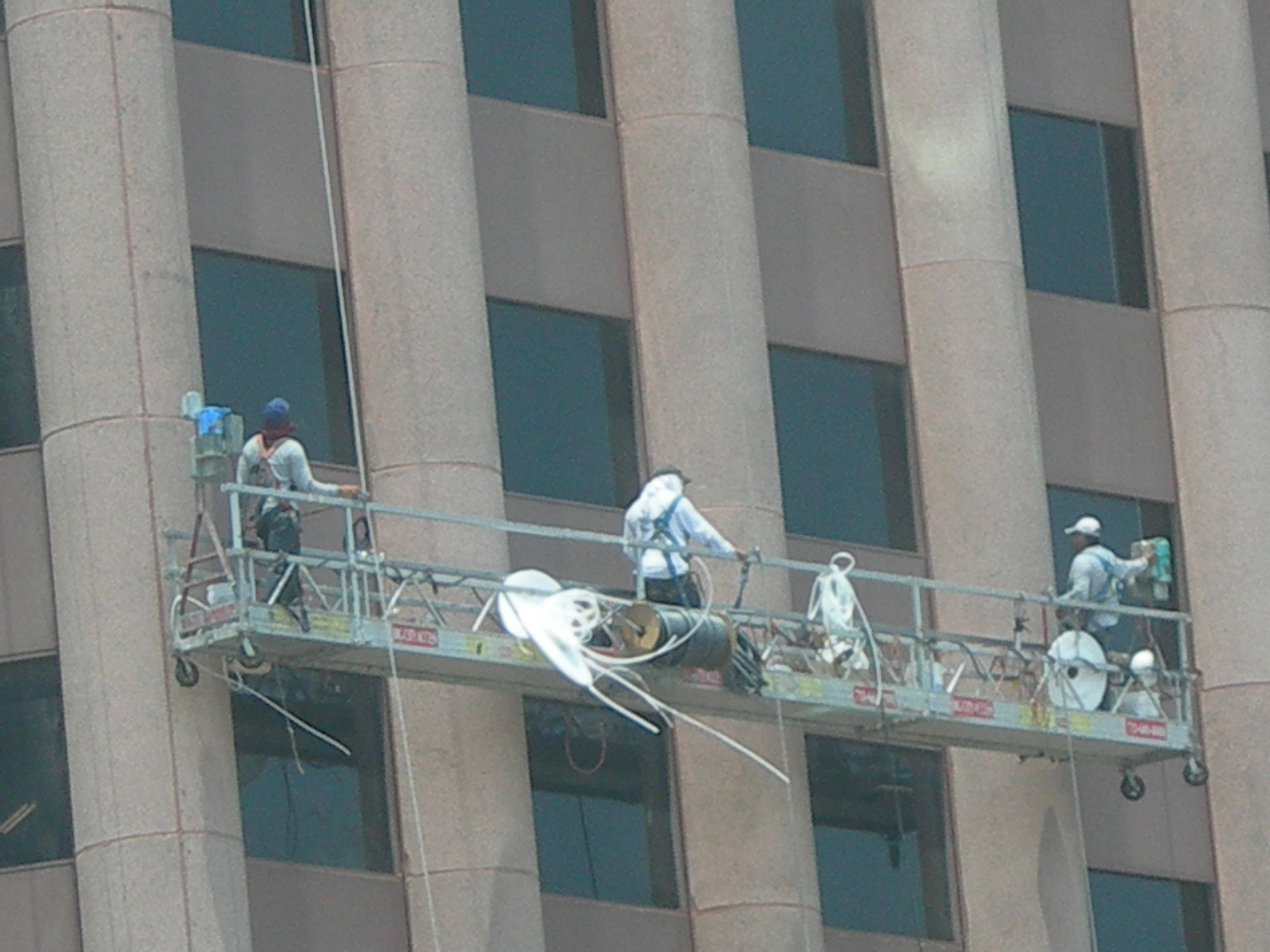
Des laveurs de carreaux sur une plateforme
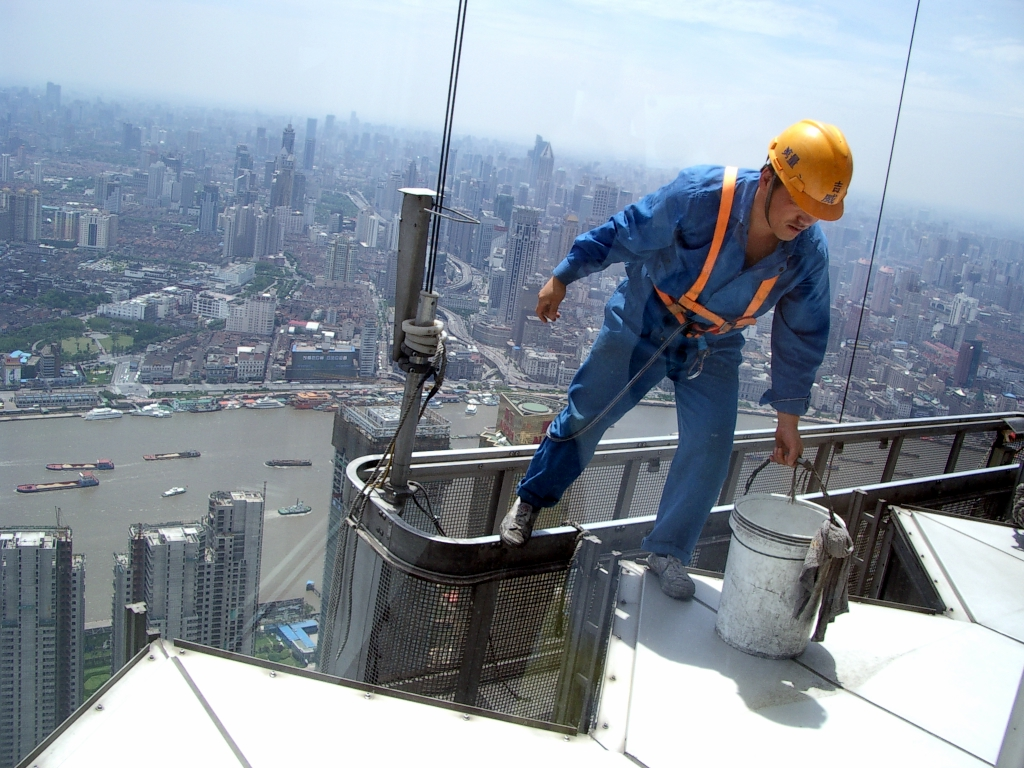
Un laveur de carreaux à Shanghai
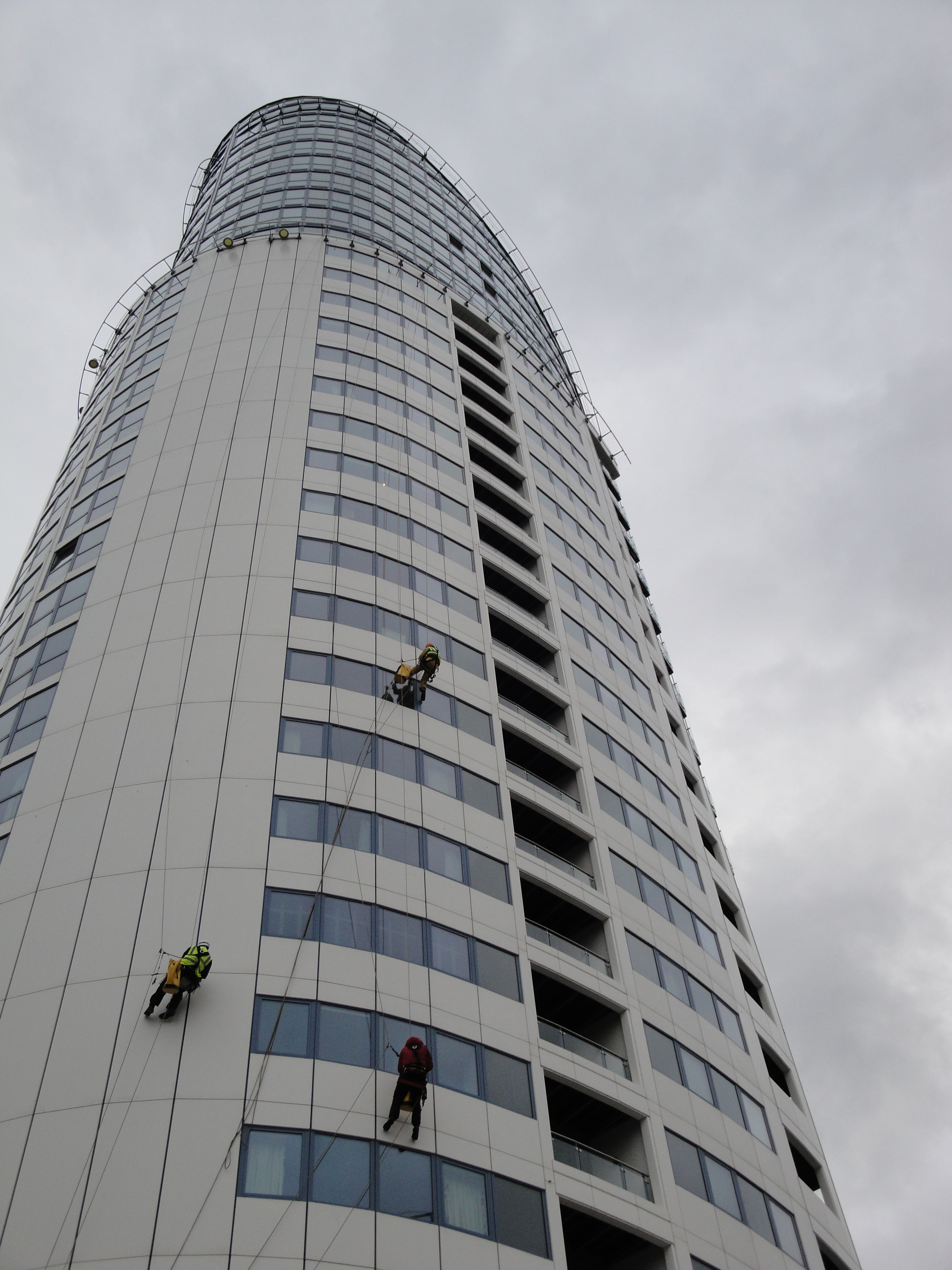
Des laveurs de carreaux au Royaume-Uni

## Dans la culture populaire

### Bande dessinée
- Le Rôdeur (Hobie Brown), un personnage de Marvel Comics, est un laveur de carreau qui a perfectionné son équipement au point de devenir un adversaire digne de Spider-Man.

### Cinéma
- Le film comique La Tour Montparnasse infernale avec Éric et Ramzy, sorti en 2001, a pour personnages principaux deux laveurs de carreaux du plus haut gratte-ciel de Paris.

### Littérature
- (en) John O'Rockie, Through the Window : a window cleaner views the world, Fraser and Jenkinson, Melbourne, 1937, 536 p.
- Georges Michel, Les Timides aventures d'un laveur de carreaux, éditions Grasset, 1966, 233 p. (fiction)
- John Wain, Le Laveur de carreaux (Hurry On Down, 1953, trad. Anne Marcel), Plon, Paris, 1968, 317 p. (fiction)
- Didier Decoin, John l'Enfer, éditions du Seuil, 1977. Le roman, prix Goncourt 1977, raconte l'histoire d'un indien Cheyenne laveur de carreaux dans les gratte-ciel new-yorkais.
- François Vermond, Conseils pratiques de base pour laveur de vitres, Massy, 1988, 38 p.
- Edoardo Albinati, Le Polonais laveur de vitres (trad. de l'italien par Fulvio Caccia), éditions du Rocher, Monaco, 1991, 251 p.  (ISBN 2-268-01007-4)
- Alain Boudre, Laveur de vitres et archevêque : biographie de Mgr Miloslav Vlk (Prague) (préface de Václav Havel), Nouvelle cité, Paris, 1994, 207 p.  (ISBN 2-85313-262-5)